# 미칠리아노
미칠리아노(이탈리아어: Micigliano)는 이탈리아 라치오주 리에티도에 위치한 코무네다. 로마로부터 북동쪽 80km, 리에티로부터 북동쪽 15km 거리에 있다.